# (165659) Michaelhicks
(165659) Michaelhicks est un astéroïde de la ceinture principale.

## Description
(165659) Michaelhicks est un astéroïde de la ceinture principale. Il fut découvert le 15 juin 2001 à Haleakala par le programme NEAT. Il présente une orbite caractérisée par un demi-grand axe de 3,09 UA, une excentricité de 0,37 et une inclinaison de 27,8° par rapport à l'écliptique.

## Compléments